# Associação Desportiva de Sátão
A Associação Desportiva de Sátão é um clube português, localizado na vila de Sátão, distrito de Viseu.
A equipa disputa o seus jogos em casa no Estádio Municipal da Premoreira.

## Histórico
|                   | Nº Presenças   | Títulos |
| ----------------- | -------------- | ------- |
| Temporadas na 1ª  | 0              |         |
| Temporadas na 2ª  | 0              |         |
| Temporadas na 2ªB | 1 (a decorrer) |         |
| Temporadas na 3ª  | 7              |         |
| Taça de Portugal  | -              |         |
| Taça da Liga      | 0              |         |

## História
O clube foi fundado em 1969 e o seu actual presidente é Adolfo Mota Caria. [carece de fontes?] A equipa de futebol de seniores participou na época de 2006-2007, no campeonato nacional da 2ª divisão B, série C, atingindo desta forma a mais alta divisão da sua história.
No ano de 2008-2009 participa na 3.ª Divisão série C.